# TOKYO FM 40th Anniversary Special POINT LOVE UNITED!
『TOKYO FM 40th Anniversary Special POINT LOVE UNITED!』（トウキョウエフエム・フォーティースアニバーサリースペシャル ポイント・ラヴ・ユナイテッド）はTOKYO FM(エフエム東京)が、2010年4月26日(月)に開局40周年を記念して放送した開局記念特別番組。

## メインナビゲーター・開局40周年大使
やまだひさし（シナプス、やまだひさしのラジアンリミテッドF パーソナリティ）

## 特別番組タイムテーブル

### 第1部 LOVEでつながる祭典!（8:30 - 19:00）
通常番組の編成ではあるが、内容が「オールリクエスト(リスナーだけでなく、出演者も自身のエピソードとともにリクエストをした。それぞれのリクエスト曲は下記参照)」「40年間のゆかりあるゲスト」「40年間のゆかりある企画」で構成された。また、すべての番組(全国ネットのディア・フレンズ除く)にやまだが出演した。
また、この日から「TOKYO FM Forty(40)」のジングルが使用されている。
8：30　Blue Ocean
パーソナリティ：望月理恵、やまだひさし（9:00から）
ゲスト：馬場康夫(ホイチョイ・プロダクション社長。松任谷由実の「サーフ天国、スキー天国」をリクエスト)
コメント出演：
大塚愛（8:50ごろ。「COROLLA presents LIFE-LOVE CiRCLE」パーソナリティ。荒井由実の「やさしさに包まれたなら」をリクエスト）
平原綾香（9:33ごろ。「森永乳業presents　平原綾香のヒーリング・ヴィーナス」パーソナリティ。Savage Gardenの「I Knew I Loved You」をリクエスト）
松任谷由実（10:28ごろ。「松任谷由実のSweet Discovery」パーソナリティ。James Taylorの「You've Got A Friend」をリクエスト）
11：00　ディア・フレンズ
パーソナリティ：赤坂泰彦
ゲスト：佐野元春
このディア・フレンズは他局へもネットされる番組ではあるが、TFM開局40周年への祝福コメント、および赤坂のミリオン・ナイツ最終日の前日に佐野がTFMのスタジオに赤坂を訪れて、花束とともにプレスする前の佐野の楽曲(のちに「ヤング・フォー・エバー」(1997年)として発売される曲)を手渡して降板を惜しんだエピソードなどを披露した。
11：30　LOVE CONNECTION
パーソナリティ：LOVE、やまだひさし（11:35頃）
スペシャルコーナー：LOVE TOPI' 〝リクエストスペシャル MUSIC UNITED!〟
ゲスト：恩蔵茂(元｢FM STATION｣編集長)
コメント：大沢たかお（12:13ごろ。「JET STREAM」パーソナリティ）、中村正人（12:14ごろ。「電気事業連合会prestnts　エレクトリカルサタデーナイト　中村正人の夜は庭イヂリ」パーソナリティ）
13：00　シナプス
パーソナリティ：やまだひさし
ゲスト：小泉今日子（かつて「KOIZUMI IN MOTION」というレギュラー番組を務めた）
コメント出演：
松任谷正隆（14:00ごろ。「三菱UFJニコスpresents　松任谷正隆のDEAR PARTNER」パーソナリティ。Merry Claytonの「LOVE ME OR LET ME BE LONELY」をリクエスト）
福山雅治（15:06ごろ。｢福山雅治のSUZUKI TALKING F.M.｣パーソナリティ。Neil Youngの「After The Gold Rush」をリクエスト）
やまだは、番組の最後に「99年の4月1日夜10時、私のラジオ人生はこの曲から始まりました」としてDragon Ashの「Let yourself go, Let myself go」をリクエストした。
16：00　4ROOMS
パーソナリティ：ロッチ&Chigusa、やまだひさし（16:35頃）
ゲスト：坂上みき（かつて「FMソフィア」「アフタヌーン・ブリーズ」「ENTERMAX」など数々の番組でパーソナリティを務めた看板DJの1人。4ROOMS内コーナー･PARCO PEOPLE FILEに出演）。
コメント出演：
小林克也（16:17ごろ。「SOUND IN MY LIFE」パーソナリティ。James Taylorの｢You've Got A Friend｣をリクエスト。松任谷由実と同じ曲のリクエストであり、この曲は2回オンエアされた）
つるの剛士（17:14ごろ。かつて放送された「BPR5000」のパーソナリティを務めた。4ROOMS内コーナー「聞き込み」へのコメント）
安部礼司（18:02ごろ。「NISSAN あ、安部礼司 ～ beyond the average ～」メインキャラクター。渡辺美里の「10years」をリクエスト）
桑田佳祐（18:37ごろ。「桑田佳祐のやさしい夜遊び」パーソナリティ。Anita Bakerの「Sweet Love」をリクエスト）
やまだは、かつて本を出版した際に、当時坂上が担当していた朝の番組にゲストで呼ばれたものの、MCの坂上自身が遅刻したためゲストであるはずのやまだが番組をスタートさせたエピソードを披露(坂上は「覚えてない」とのこと)。坂上は、初のラジオ番組を担当しているロッチに対して、ラジオのコツとして、かつてゲストで呼んで対談した佐藤雅彦から教えられた話を引いて｢ラジオこそ映像である｣とレクチャーした。

#### 特別企画
「TOKYO FM 40th Archives」
TOKYO FMの懐かしの音源を放送するもの。ナレーションは大橋俊夫（元・TOKYO FMアナウンサー）。オンエアされたものの例としては
1. JET STREAM　9:04ごろ。（音源：初代機長・城達也による開局当初のオープニング。および堀内茂男の回顧コメント。ただし堀内のコメントは音源不詳)
2. NISSIN POWER STATION　10:02ごろ。（1987年1月30日放送分・米米CLUBで「グラデーション･グラス」。ただしFM東京ホールで公開収録したもの）
3. 渡辺貞夫 マイ・ディア・ライフ　12:00ごろ。 (音源は、番組テーマソングのなかから開局4年後の1974年に、霞ヶ関から西新宿の国際通信センター(現KDDIビル)に移転した際に制作された非売品LP「新宿の空から美しいうたを」に収録されているヴァージョンを使用)
4. パイオニアサウンド・アプローチ　13:38ごろ。（1980年8月24日、竹内まりや、山下達郎、桑田佳祐、世良公則、ダディ竹千代によるスペシャルユニット・竹野屋セントラルヒーティングによる、この日のみのスペシャルセッション音源で「恋のバカンス」）
5. アースデー･コンサート　14:38ごろ。(音源：2005年4月22日の第16回コンサートにおける、宮沢和史「ひとつしかない地球」)
6. 週間FMサウンドスペシャル 17:21ごろ。荒井由実 with キャラメルママ（荒井由実、松任谷正隆、細野晴臣などによる、この日(1974年4月14日)のみのスペシャルセッション音源で「やさしさに包まれたなら」）
7. 「開局30周年記念番組 20世紀はポップスだ!」より弾き語り音源　17:39ごろ。（2000年・忌野清志郎による「Daydream Believer」および｢500マイル｣）

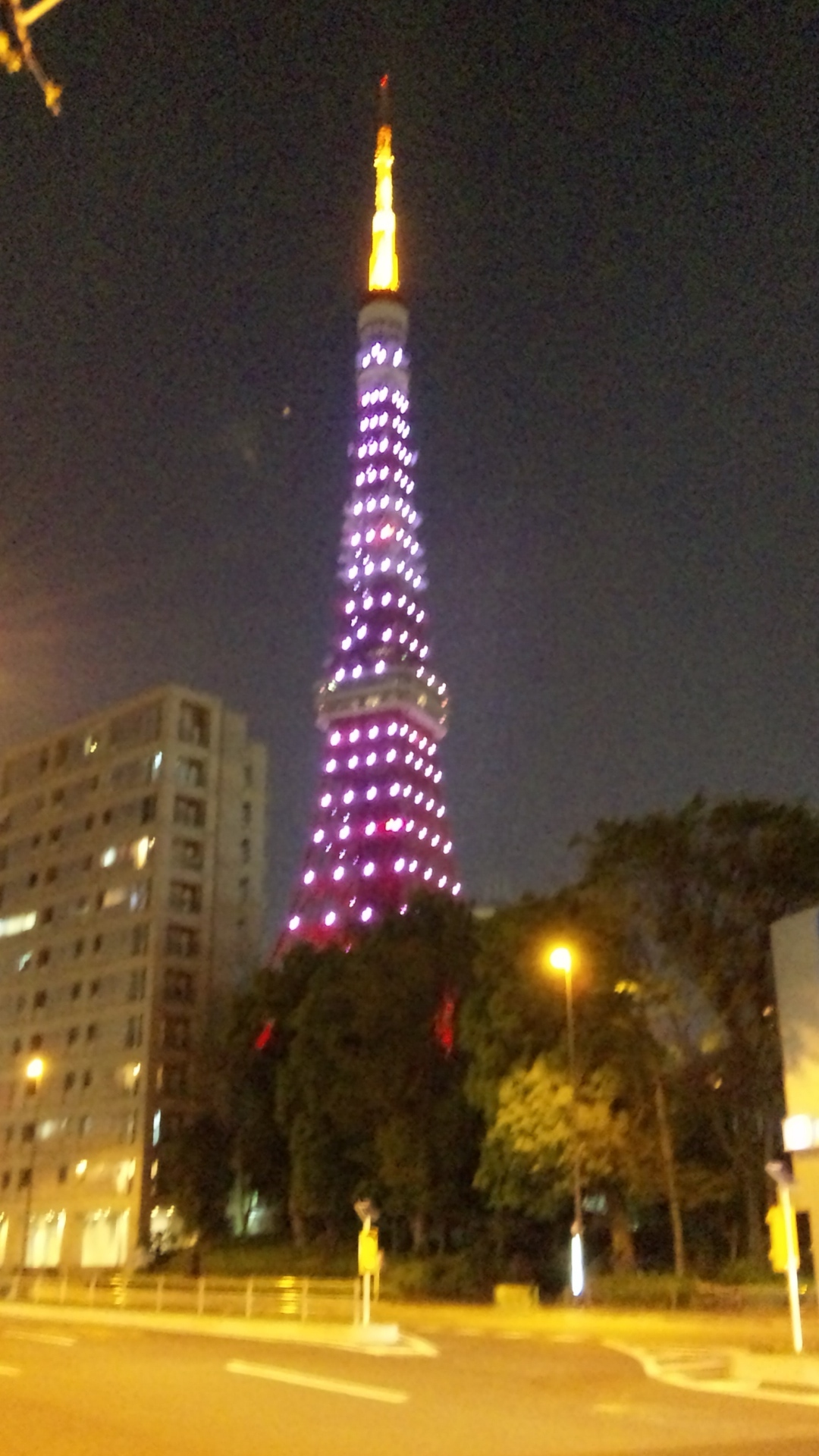
2010年4月26日、TOKYO FMのイメージカラーのピンクにライトアップされた東京タワー。(赤羽橋交差点より、21:00ごろ撮影)

### 第2部 POINT LOVE UNITED!～LOVEのメッセージ!（19:00 - 21:55）
この3時間は、東京タワー大展望台club333から公開生放送された。
19時から21時のパーソナリティはやまだひさし(メイン)およびLOVE（アシスタント。LOVE CONNECTIONパーソナリティ）。21時からの最後の1時間はとーやま校長・やしろ教頭（SCHOOL OF LOCK!パーソナリティ）がメイン、SCHOOL OF LOCK! editionとして放送した(とーやま・やしろ自体は20:45ごろから出演。やまだ・LOVEの出演は20:54ごろまで)。
また、19時05分頃から24時まで「TFM 開局40周年記念 「ドリーム・ピンク」ダイヤモンドヴェール」として、東京タワーがTOKYO FMの現在のロゴカラーであるピンクにライトアップされるという（ただし、日没からは通常通り「ランドマークライト」が点灯しているため、18時50分頃に一旦ライトダウンされ、同時にTFM「4ROOMS」内で〝消灯式〟を、19時05分にはこの特番内で〝点灯カウントダウン〟を行った。）。

なお、このライトアップの模様はUstreamで生中継された(カメラ自体はエフエム東京の関連会社である㈱エフエムサウンズの入居するビルに設置された。TOKYO FM LABO参照のこと)。
コメント出演
今井美樹（19:37ごろ。「DUNLOP presents LOVE UNITED」パーソナリティ。松任谷由実の｢星空の誘惑｣をリクエスト）
山下達郎(20:26ごろ。｢山下達郎のサンデー・ソングブック｣パーソナリティ。JET STREAM開始当初のオープニングテーマである、Franck Pourcelによる「Mr. Lonely」をリクエスト。「リアル・ステレオで」とも注文を付けた)
レポーター
今井広海(エフエム東京アナウンサー。なお、今井は当日が誕生日であった)

#### 特別企画
東京の中心で愛を祝う!
4月26日が誕生日だったり、結婚記念日である人を祝うコーナー。

## その他放送の特別番組
2010年にJFNの先発4局である、TOKYO FM・FM AICHI（愛知）・FM OSAKA（大阪）・FM FUKUOKA（福岡）も40周年を迎えるため、4局をネットする番組も多く編成される。(1･3･4は38局ネットで放送された)
1. 4月22日　TOKYO FM＆JAPAN FM NETWORK Present アースデー・コンサート2010（19:00 - 21:00）
2. 4月29日　出光エナジーステーション KOIZUMI IN MOTION 2010（TOKYO FM／16:00 - 18:50）（愛知・大阪・福岡／16:00 - 17:00）・・・小泉今日子のブログ。
3. 5月3日　やさしい夜遊び15周年×TOKYO FM開局40周年記念特別番組・『桑田佳祐の激しい夜遊び〜真夜中の生歌オール・リクエスト・ショー途中疲れたらCDかけるんでゴメンねスペシャル〜』（25:00 - 29:00）・・・激しい夜遊び。
4. 5月4日　TOKYO FM40周年×ショパン生誕200周年記念企画 Panasonic presents 横山幸雄Chopin Project〜世界中に音楽を贈ろう!〜（TOKYO FM／8:30 - 24:55）（JFN station／22:00 - 24:55）・・・横山幸雄Chopin Project〜世界中に音楽を贈ろう!〜）